# Dada Life
Dada Life är en svensk houseproducent- och DJ-grupp bestående av Olle Cornéer och Stefan Engblom.

## Bakgrund och karriär
Dada Life påbörjade sin musikkarriär 2010 och har därefter turnerat och haft spelningar i bland annat Europa och Nordamerika. 2011 fick duon internationell framgång med låten "Kick out the epic motherf**ker". Vad namnet "Dada Life" faktiskt betyder är enligt dem själva fritt att tolka.
Gruppens image innebär bland annat att klä ut sig till till exempel bananer eller kockar under spelningar och på så sätt roa publiken med annat än bara musik. De menar att vissa andra artister verkar vara uttråkade vid uppträdanden och att det inte är den ursprungliga tanken med det.

## Diskografi

### Studioalbum
- 2010 – Just Do The Dada (8 september)
- 2012 – The Rules Of Dada (16 oktober)

### Singlar
- 2006 – Big Time
- 2006 – The Great Smorgasbord
- 2007 – The Great Fashionista Swindle
- 2007 – Vote Yes
- 2007 – This Machine Kills Breakfast/Do The Dada
- 2007 – Fun Fun Fun
- 2007 – Get Back Up/We Meow, You Roar
- 2007 – Sweeter Than Fever
- 2008 – Rubber Band Boogie
- 2009 – Smile You're On Dada
- 2009 – Happy Hands & Happy Feet
- 2010 – Unleash The Fucking Dada
- 2010 – Let's Get Bleeped Tonight (Tonight)
- 2010 – Love Vibrations
- 2010 – Cookies With A Smile
- 2011 – White Noise/Red Meat
- 2011 – Fight Club Is Closed (It's Time For Rock 'N' Roll)
- 2012 – Kick Out The Epic Motherfucker
- 2012 – Rolling Stones T-Shirt
- 2012 – Happy Violence
- 2012 – Feed The Dada
- 2013 – So Young So High
- 2013 – Boing Clash Boom
- 2013 – Born To Rage
- 2014 – Born To Rage (Vocal Mix)
- 2014 – One Smile
- 2014 – Freaks Have More Fun
- 2015 – Tonight We're kids Again

## Världsranking
Dada Life har flera gånger varit med på den brittiska tidskriften DJ Magazines årliga ranking över världens 100 bästa diskjockeyer.
- 2010 – plats 89[3]
- 2011 – plats 38[4]
- 2012 – plats 24[5]
- 2013 – plats 35[6]

## Fotnoter
1. ↑  "Dansmusik är musik som man ska festa till. När man festar ska man ha roligt. Då är det så konstigt att de som uppträder verkar ha så tråkigt själva [...] Vi är så trötta på cool attityd. Idén från början var att det måste gå att göra något kul till den här scenen, lite mer gladare och inte så up tight. Sen är vi sjukt seriösa kring det vi gör, men det behöver ju inte betyda att man tar sig själv på för stort allvar. Vilket väldigt många gör." Olle Corneer. Svenska Dagbladet. 19 oktober 2012. Läst 19 juli 2013.